# Tooradin
Tooradin – miasto w Australii, w stanie Wiktoria.